# Tanyderus marginatus
Tanyderus marginatus är en tvåvingeart som först beskrevs av Edwards 1923.  Tanyderus marginatus ingår i släktet Tanyderus och familjen Tanyderidae. Inga underarter finns listade i Catalogue of Life.